# Neurorreflejoterapia
La Neurorreflejoterapia también llamado Intervención Neurorreflejoterápica o NRT  es una técnica terapéutica empleada para dolencias del cuello y la espalda. Consiste en implantar superficialmente en la piel un material quirúrgico (grapas quirúrgicas y punzones dérmicos), sobre fibras nerviosas que al ser estimuladas desencadenan efectos que contrarrestan los mecanismos que mantienen el dolor, la inflamación y la contractura muscular en los casos de dolor de cuello y espalda de carácter subagudo y crónico. Aunque esta técnica ha sido referida por algunos autores como medicina alternativa, en España únicamente puede ser practicada por médicos facultativos que estén acreditados tras superar la correspondiente formación que imparte la Asociación Española de Médicos Neurorreflejoterapéutas.

## Uso médico de la NRT
Las intervenciones NRT se realizan de manera ambulatoria en clínicas especializadas, sin que sea preciso ingreso hospitalario y sin requerir anestesia. El material quirúrgico (grapas) se deja implantado en la piel hasta 90 días y después se extrae. Los punzones dérmicos también se dejan implantados pero no es necesaria su retirada porque la piel por sí misma los expulsa pasado un tiempo. En los casos en los que es necesario, la intervención puede repetirse.

### Indicaciones
Para quién está indicada
La intervención NRT está indicada para los pacientes con dolencias del cuello y la espalda, con o sin irradiación al brazo o a la pierna (ciática), en los que el dolor:
- Es de una intensidad suficiente como para que merezca la pena plantearse un tratamiento intervencionista (sea de 3 o más puntos en una escala en la que “0” corresponde a “ausencia de dolor” y “10” a “el mayor más intenso que se pueda imaginar”).
- Dura 14 o más días pese a los tratamientos aplicados (la intervención NRT no está indicada para los dolores de menos de 14 días de duración).
- Se debe a un síndrome mecánico del raquis (como los asociados a degeneración discal, artrosis vertebral o facetaria, escoliosis, espondilolistesis, hernia discal, etc.), excepto si el dolor se debe a claudicación neurógena por estenosis espinal (una situación en el que se estrecha el canal óseo por el que discurre la médula, comprimiendo raíces nerviosas y causando un dolor en la pierna o piernas, que sólo aparece al andar y que desaparece rápidamente al sentarse).[8]

La intervención NRT también está indicada para el tratamiento de los dolores de mandíbula causados por la disfunción de la articulación témporo-mandibular o ATM.
 Para quién no está indicado
La intervención NRT no está indicada para el tratamiento de dolores de la espalda causados por enfermedades inflamatorias (como la espondilitis anquilosante o el reumatismo psoriásico).

### Efectos adversos
Al requerirse la implantación cutánea de material quirúrgico (grapas y punzones dérmicos), aún tratándose de material hipoalergénico se han descrito casos de reacción o tirantez de la piel y muy raramente infección. No obstante, no se han descrito problemas asociados a dolor o cicatrices derivados del material quirúrgico implantado.

## Estudios científicos
La intervención neurorreflejoterápica ha sido evaluada con acuerdo a la sistemática que la comunidad científica internacional recomienda. Se han realizado ensayos clínicos a doble ciego controlados y aleatorizados (ECA) comparando la NRT con el tratamiento médico estándar y con el efecto placebo. Otro estudio se centra en el uso de la NRT en pacientes con dolor en la articulación de la mandíbula (articulación témporo-mandibular) o ATM.
Los ensayos clínicos sugieren que el uso de la NRT en el Sistema Nacional de Salud de España mejora el coste y la efectividad hasta un 800% el resultado del tratamiento de los pacientes con dolencias de la espalda, y hasta un 2.400 la eficiencia de los recursos públicos.
Tres ensayos clínicos (ECA) sobre la tecnología NRT fueron sometidos a revisión sistemática por parte de la colaboración Cochrane cuyos resultados pusieron de manifiesto la eficacia clínica del tratamiento, su efectividad y la relación coste-efectividad en el tratamiento de la lumbalgia inespecífica crónica y subaguda; así como su adecuación para la implantación de esta técnica terapéutica en el sistema público de salud de España. Dada la especialización requerida por los facultativos para el tratamiento y el hecho de que todos los ensayos hubiesen tenido lugar en España, los mismos autores de la revisión recomendaron posteriores estudios para analizar su exportabilidad a otros países.
Los efectos analgésicos de esta técnica, junto con otras 33 terapias utilizadas contra el lumbago, han sido revisadas por expertos independientes.

## Implantación en el sistema público de salud de España
La neurorreflejoterapia ha sido implantada en los servicios de salud de tres comunidades autónomas de España (Baleares, Asturias y Cataluña) y se han realizado pruebas piloto en la Comunidad de Madrid y en la región de Murcia.
Antes de llevarse a la práctica clínica del Sistema Nacional de Salud, se comprobaron las condiciones de aplicación óptimas (los casos concretos de dolencias del cuello y la espalda en los que está indicada, cómo debe organizarse la derivación de esos pacientes desde atención primaria a las Unidades especializadas, etc.)
A continuación, el servicio público de salud auditó los resultados de la implantación al cabo de un año con resultados positivos.
Tras ocho años desde la implantación, un nuevo estudio describió los resultados obtenidos de cara a la posible generalización de la NRT en los servicios públicos de salud todo el territorio español.
Desde que se inició su aplicación, se implantaron los mecanismos definidos por el Sistema Nacional de Salud para hacer un seguimiento detallado de los resultados que obtiene. Los análisis publicados desde entonces por los Servicios de Salud en los que está implantada esta tecnología, confirman que obtiene buenos resultados clínicos, logra mejorar o eliminar el dolor entre el 85%-90% de los pacientes tratados,

### Organismos competentes en la sanidad española
La sociedad científica reconocida por el Consejo General de Colegios Oficiales de Médicos-Organización Médica Colegial como representativa de los médicos especializados en la realización de este tipo de intervenciones es la Asociación Española de Médicos Neurorreflejoterapeutas (AEMEN). Esa asociación profesional de carácter científico establece los criterios de formación en esta tecnología y acredita la capacitación de los médicos para aplicarla,

## Origen y desarrollo
Los trabajos previos de investigación realizados por el doctor René Kovacs en Francia y en España durante la última mitad del siglo XX condujeron al desarrollo de la NRT. En España la Fundación Kovacs es la entidad sin ánimo de lucro que continúa investigando en este campo desde 1986.

## Tecnología española
El Gobierno de España, a través de su portal oficial Marca España muestra la NRT como una tecnología española contra el dolor de espalda.

## Repercusión internacional
En varios países puede encontrarse documentación específica sobre la NRT en guías para la práctica clínica que han revisado las pruebas científicas. También existen artículos publicados en revistas especializadas.

### Europa
Guía pan-europea para el tratamiento de la lumbalgia inespecífica (texto en inglés).

#### Reino Unido
Lumbago: tratamiento temprano para el lumbago inespecífico persistente. Guía completa (texto en inglés).

### Estados Unidos
- La guía para la práctica de la medicina del trabajo del Colegio Universitario Estadounidense de Medicina del Trabajo y Medioambiental ("ACOEM"), recomienda la neurorreflejoterapia para trastornos de la espalda en aquellos pacientes con lumbago crónico moderado o severo cuando el tratamiento con antiinflamatorios no esteróideos ha fracasado (texto en inglés).[25]
- La guía clínica para la evaluación y el tratamiento del lumbago de la Sociedad Estadounidense del Dolor ("American Pain Society") revisa los ensayos existentes, considera sustancial la eficacia de la NRT y remite a las recomendaciones de la guía europea (texto en inglés).[26][27][28]

- La guía de tratamientos médicos para lesiones de espalda propuesta por el Departamento de Seguros del Estado de Nueva York a la Junta de Compensación para Trabajadores incluye la neurorreflejoterapia como tratamiento recomendado para la lumbalgia crónica moderada o severa (texto en inglés).[29]

### Artículos de revistas
- Revista "Primary Care. Clinics in Office Practice". Artículo: Tratamientos de medicina complementaria y alternativa para el lumbago.[3]
- Revista "Best Practice & Research. Clinical reumatólogy". Artículo: Terapias complementarias y alternativas para el lumbago.[11]
- Revista "Rheumatology (Oxford University Press)". Artículo: Efectos analgésicos de tratamientos para el lumbago inespecífico. Metaanálisis de ensayos controlados frente al placebo y aleatorizados.[17]